# City Morgue
City Morgue – amerykański duet hip-hopowy z Nowego Jorku. Jego członkami są Junius „ZillaKami” Rogers z Bay Shore i Vinicius „SosMula” Sosa z Harlemuoraz producent Sami „THRAXX” Nehari. Ich debiutancki album Hell Or High Water został wydany 12 października 2018 roku. Największy sukces osiągnął album z 2019 r. As Good as Dead, uplasował się on na 16. miejscu na liście Billboard 200. Krążek z 2020 r. Toxic Boogaloo był notowany na tej samej liście pod numerem 96.

## Historia
Przed założeniem City Morgue w 2017 roku Junius Rogers, zawodowo znany jako ZillaKami, intensywnie współpracował z 6ix9ine’m na podziemnej scenie hip-hopowej w Nowym Jorku i napisał wiele wczesnych piosenek 6ix9ine’a. Jego drugim współpracownikiem był jego starszy przyrodni brat Peter Rogers, znany zawodowo jako Righteous P, dyrektor generalny wytwórni muzycznej Hikari-Ultra. Bracia pokłócili się z 6ix9ine’m po tym, jak odmówił spłaty należnych pieniędzy i zniszczył instrumenty grupy. W odpowiedzi ZillaKami i jego znajomi publicznie rozpowszechnili informacje na temat zarzutów wykorzystywania seksualnego dzieci przez 6ix9ine.
ZillaKami poznał Viniciusa Sosa, znanego zawodowo jako SosMula,  gdy ten drugi wyszedł z więzienia i zaczął tworzyć piosenki jakiś czas po spotkaniu z producentem muzycznym Bouabdallahem Sami Nehari, znanym zawodowo jako THRAXX. Od tego czasu trio stworzyło razem wiele projektów, na przykład utwory Shinners 13, 33rd Blakk Glass i Sk8 Head, liczne inne single oraz album City Morgue Vol 1: Hell or High Water.
ZillaKami pojawił się także na singlu Denzela Curry’ego z 2018 roku „Vengeance”, City Morgue wystąpiło na trasie Curry’ego promującej jego album Ta13oo. 19 listopada 2018 roku City Morgue wyprzedało swój pierwszy większy koncert w Nowym Jorku w Saint Vitus Bar na Brooklynie.
City Morgue pojawiło się też na trasie $uicideboy$ GREY DAY trwającej od 24 lipca do 24 sierpnia 2019 r. Byli obecni na wszystkich koncertach z wyłączeniem: Norfolk, VA, Des Moines, Ia i koncertach w Montrealu,13 grudnia 2019 r. City Morgue wydało swój drugi album City Morgue Vol. 2: As Good As Dead.
23 lipca 2020 roku City Morgue wydało teledysk do „HURTWORLD '99”, który był głównym singlem ich kolejnego albumu TOXIC BOOGALOO, który ukazał się 31 lipca 2020 roku. Wydali także teledyski do utworów The Electric Experience i Yakuza odpowiednio 5 i 12 sierpnia 2020 roku.
15 października 2021 ukazał się ich kolejny album City Morgue Vol 3: Bottom of the Barrel.
24 czerwca 2022 roku ZillaKami ogłosił, że następna letnia trasa koncertowa będzie najprawdopodobniej ich ostatnią trasą. SosMula ogłosił później, że następny album w dyskografii City Morgue będzie ich ostatnim.
7 grudnia 2022 roku oficjalnie ogłosili w mediach społecznościowych swoją ostatnią trasę zatytułowaną „My Bloody America”, która trwała od 29 marca 2023 roku do 13 maja 2023 roku.

### Koncerty w Polsce
Duet City Morgue zagrał swój pierwszy koncert w Polsce dnia 30 listopada 2018 roku. Koncert odbył się w Warszawie w klubie Hydrozagadka.
Kolejne koncerty początkowo miały odbyć się w Krakowie 26 oraz w Warszawie 27 sierpnia 2020 roku. Z powodu pandemii COVID-19 trasę odwołano. Koncerty zaplanowano w nowych terminach w Warszawie 23 sierpnia oraz w Krakowie 24 sierpnia 2021 roku. W konsekwencji kolejnej zmiany koncerty odbyły się 31 sierpnia 2021 roku w Warszawie oraz 1 września 2021 roku w Krakowie. 13 lipca 2022 r. zespół zagrał na Clout Festival w Warszawie.

## Dyskografia

### Albumy studyjne
| Tytuł                                   | Data Wydania         |
| --------------------------------------- | -------------------- |
| CITY MORGUE VOL 1: HELL OR HIGH WATER   | 12 października 2018 |
| CITY MORGUE VOL 2: AS GOOD AS DEAD      | 13 grudnia 2019      |
| TOXIC BOOGALOO                          | 31 lipca 2020        |
| CITY MORGUE VOL 3: BOTTOM OF THE BARREL | 15 października 2021 |
| My Bloody America                       | 15 września 2023     |

### EP
| Tytuł                               | Data Wydania     |
| ----------------------------------- | ---------------- |
| Be Patient.                         | 19 sierpnia 2018 |
| $moke Under The Water (z Keith Ape) | 11 marca 2022    |